# Мудра сељакова кћи
Мудра сељакова кћи је бајка браће Грим. Браћа Грим су познати светски писци бајки. Мудра сељакова кћи је део збирке одабраних бајки браће Грим која је објављена под називом Трећи царев син.

## Анализа бајке
У бајци Мудра сељакова кћи нема никаквих нереалних елемената који су иначе карактеристични за ову књижевну врсту. У причи се не појављују лоши и зли ликови, шта је ипак није одлика бајки. У причи се појављује једна проста девојка која касније постаје царица и са својим мужем живи срећно до краја живота. Мудра сељакова кћи је бајка о сиромашној девојци која са својим оцем, на поклоњеном комаду земље, пронађе аван од злата. Она је знала да уколико буду тај аван дали цару, да би са тиме направила проблем себи и оцу. Алии је њен отац хтео да буде поштен због чега је, на крају, завршио у тамници. Кад је открио цару да је његова ћерка саветовала да никоме не кажу за аван и открио му разлог због којег је она то предложила, цар је закључио да је та девојка мудра и затражио је да одмах дође код њега на двор. Девојка је од цара добила загонетку коју је требала да реши, а ако то успешно направи, цар је обећао да ће је узети за жену. Девојка је направила све шта јој је речено и њих двоје су се венчали. После неколико година дошло је до проблема између њих јер је царица помогла једном сељаку. Цар ју је због њене неискрености послао назад у сиромашну сељачку кућу, али она је, захваљујући својој мудрости, на крају опет успела да придобије цара.

## Ликови
Ликови: сељакова кћи/царица, цар, сељак/царичин отац
- Сељакова кћи/царица– ћерка јединица, сиромашна девојка, мудра. Она је такође била и добра, што видимо у делу где она одлучи да помогне сељаку да добије ждребе које му припада. Због те доброте је од стране цара била протерана са двора, али због своје мудрости је ипак успела да га придобије назад и да се врати на двор.
- Цар – импресиониран мудрошћу сељакове ћерке он јој даје загонетку и обећава да ће је оженити ако она реши тај задатак. Неколико година после њиховог венчања он се наљути због неискрености своје жене па јој нареди да се врати назад у сиромашну кућицу из које је дошла. Кад је његова жена још једном доказала колико је мудра, он јој одушевљено предложи да се врате назад на двор и да се поново венчају.
- Сељак/царичин отац – сиромашан сељак који је имао само једну ћерку. Није поседовао ништа сем мале куће. Био је захвалан и поштен човек, а то га је одвело у тамницу. Касније буде ослобођен из тамнице, захваљујући мудрости своје ћерке.[1]

## О аутору
Браћа Јакоб и Вилхелм Грим су били немачки академици, лингвисти, лексикографи и аутори, најпознатији по бројним бајкама који су заједно објавили. Бавили су се сакупљањем и објављивањем народних приповетки током 19. века. Најпознатије бајке браће Грим су “Пепељуга”, “Принцеза и жабац”, “Успавана лепотица”, “Снежана и седам патуљака” и многе друге. Прву збирку народних приповетки објавили су 1812. године под називом “Дечје и породичне бајке”, не слутећи да ће оне постати омиљена лектира многих генерација.